# Trivia Trens
A Trivia Trens S.A. é uma empresa de transporte ferroviário do estado de São Paulo pertencente ao Grupo Comporte, vencedora da concessão das linhas 11, 12 e 13 da atual operadora Companhia Paulista de Trens Metropolitanos. Constituiu-se em 14 de abril de 2025 com registro na Junta Comercial do Estado de São Paulo.

## Histórico

### Concessão das linhas 11,12 e 13 da CPTM
Em 28 de março de 2025 o Grupo Comporte venceu a concorrência internacional de concessão das linhas 11, 12 e 13 da CPTM, denominado pela secretaria de parcerias e investimentos do estado de São Paulo como Lote Alto Tietê, a cerimônia foi realizada na sede da Bolsa de Valores de São Paulo, e contou com a presença do governador Tarcísio de Freitas (Republicanos).
A concessão se dá por um período de 25 anos com previsão de R$ 14,3 bilhões de investimentos da Trivia, além de R$ 10 bilhões de aportes provenientes do governo do estado de São Paulo, para a construção de 10 novas estações, reforma das 24 existentes além de eliminação de todas as passagens em nível, substituindo por novos acessos alternativos.

### Investimentos Descritos

#### Linha 11 - Coral

Atual delimitação da Linha 11 Coral

Dentre os investimentos descritos pela SPI para a linha 11 estão; a extensão do ramal da Estação Estudantes até a região de César de Souza, distrito de Mogi das Cruzes, além da construção de quatro novas estações, sendo elas, César de Sousa, Bom Retiro, Lajeado e Penha, esta última, possibilitando a integração física com as linhas 2-Verde e 3 Vermelha.

#### Linha 12 - Safira

Atual delimitação da Linha 12 Safira

Já na linha 12 estão previstas três novas estações sendo elas Cangaíba, Gabriela Misttal e Suzano com integração com a Linha 11-Coral. Além disso, a Trivia terá que executar a requalificação de seis outras estações do ramal, sendo elas: USP Leste, Comendador Ermelino, São Miguel Paulista, Jardim Helena/Vila Mara, Itaim Paulista e Jardim Romano.

#### Linha 13 - Jade

Atual delimitação da Linha 13 Jade

A Linha 13 contará com seis novas estações, sendo elas Gabriela Mistral, Cangaíba (ambas integradas à linha 12-Safira), Jardim dos Eucaliptos, São João, Presidente Dutra e Bonsucesso, estas quatro últimas sendo possibilitadas através do prolongamento do ramal em 10,4 km.

## Operação
A início da operação plena da Trivia Trens está previsto para setembro de 2027, tendo antes um período de 2 anos de transição da companhia estatal (CPTM) para a equipe da nova operadora, para garantir a seguridade e a eficácia da qualidade do sistema.
A frota será composta pelos trens das séries 7500, 8000, 8500 e 9000, adquiridos pela CPTM que serão repassados para a nova operadora durante o período da concessão.